# Chutzenturm
Der Chutzenturm ist ein 45 m hoher Aussichtsturm auf dem 820 Meter hohen Hügelzug Frienisberg, zwischen Bern und dem Bielersee im Kanton Bern in der Schweiz.

## Standort
Der derzeit (2023) höchste Holzturm der Schweiz steht im namensgebenden Gebiet Chutzen auf dem bewaldeten Frienisberg in der Gemeinde Seedorf. Erreichbar ist der Chutzenturm zu Fuss oder mit dem Velo vom Norden her ab Parkplatz Försterstein – oberhalb des Dorfes Frienisberg – an der Hauptstrasse 236 Aarberg–Bern und vom Parkplatz Rungelenbaum oberhalb Baggwil sowie vom Süden her ab dem Dorf Wahlendorf in der Gemeinde Meikirch.

Galerie
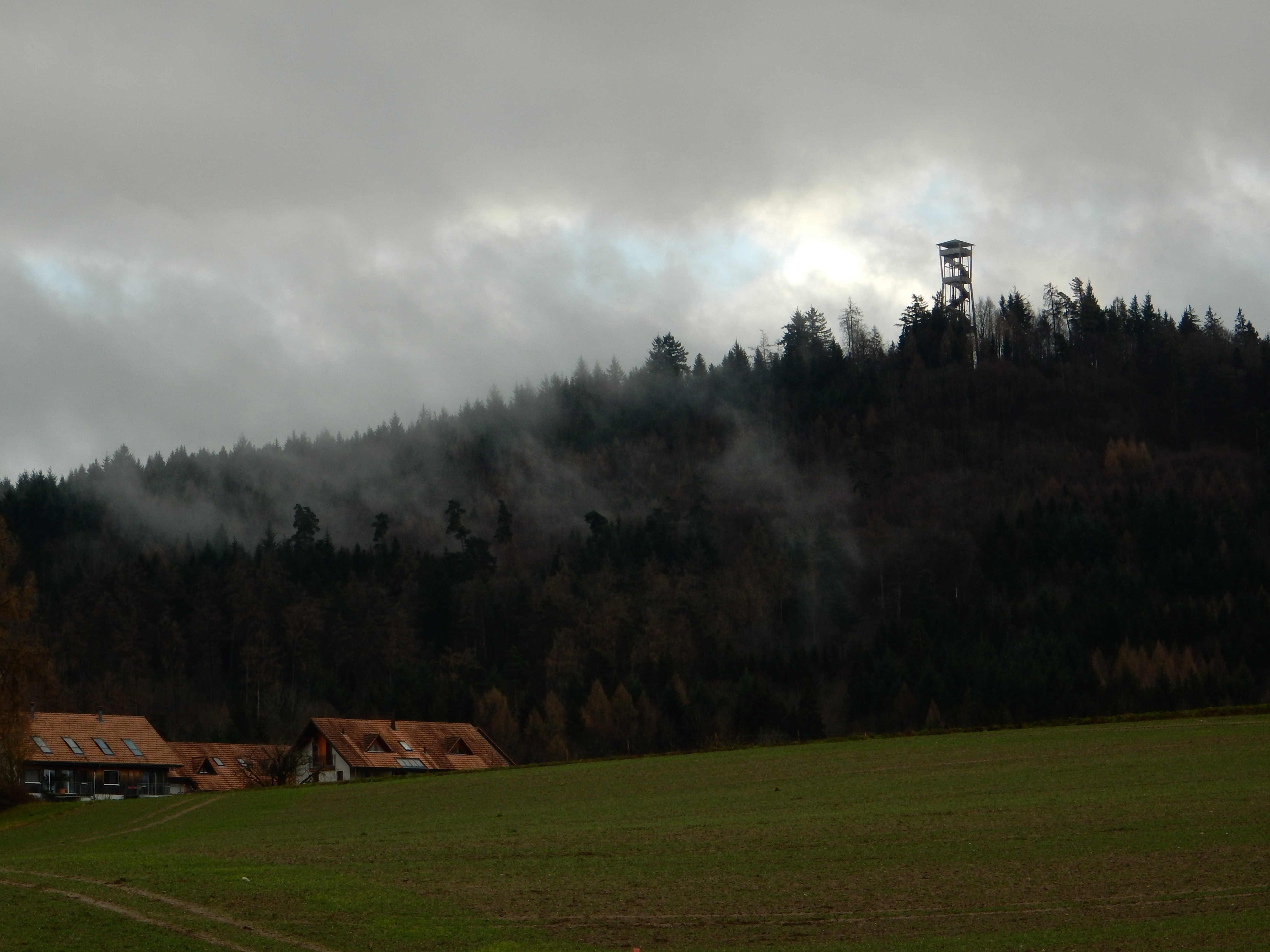
Von Norden gesehen
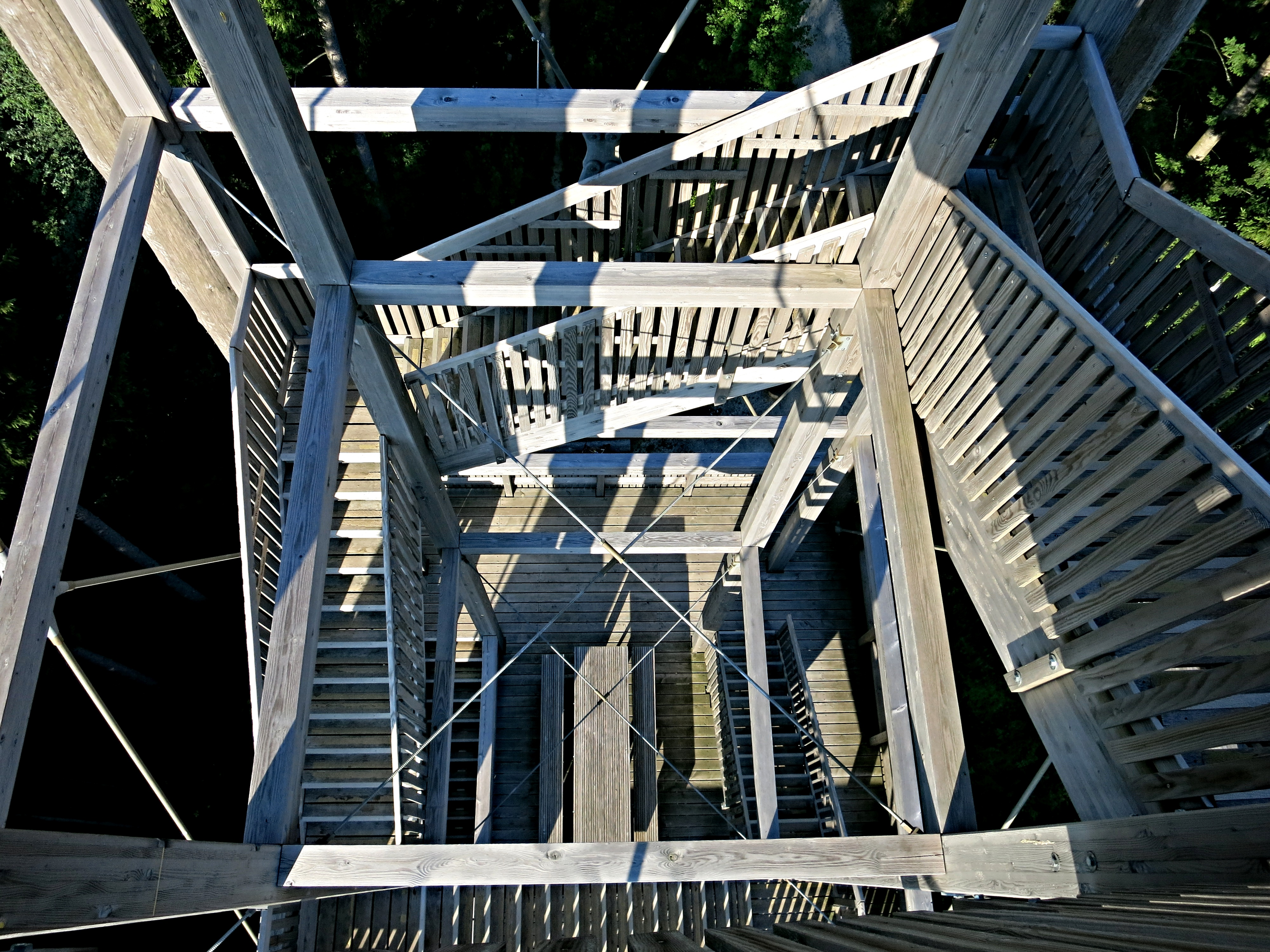
Treppen
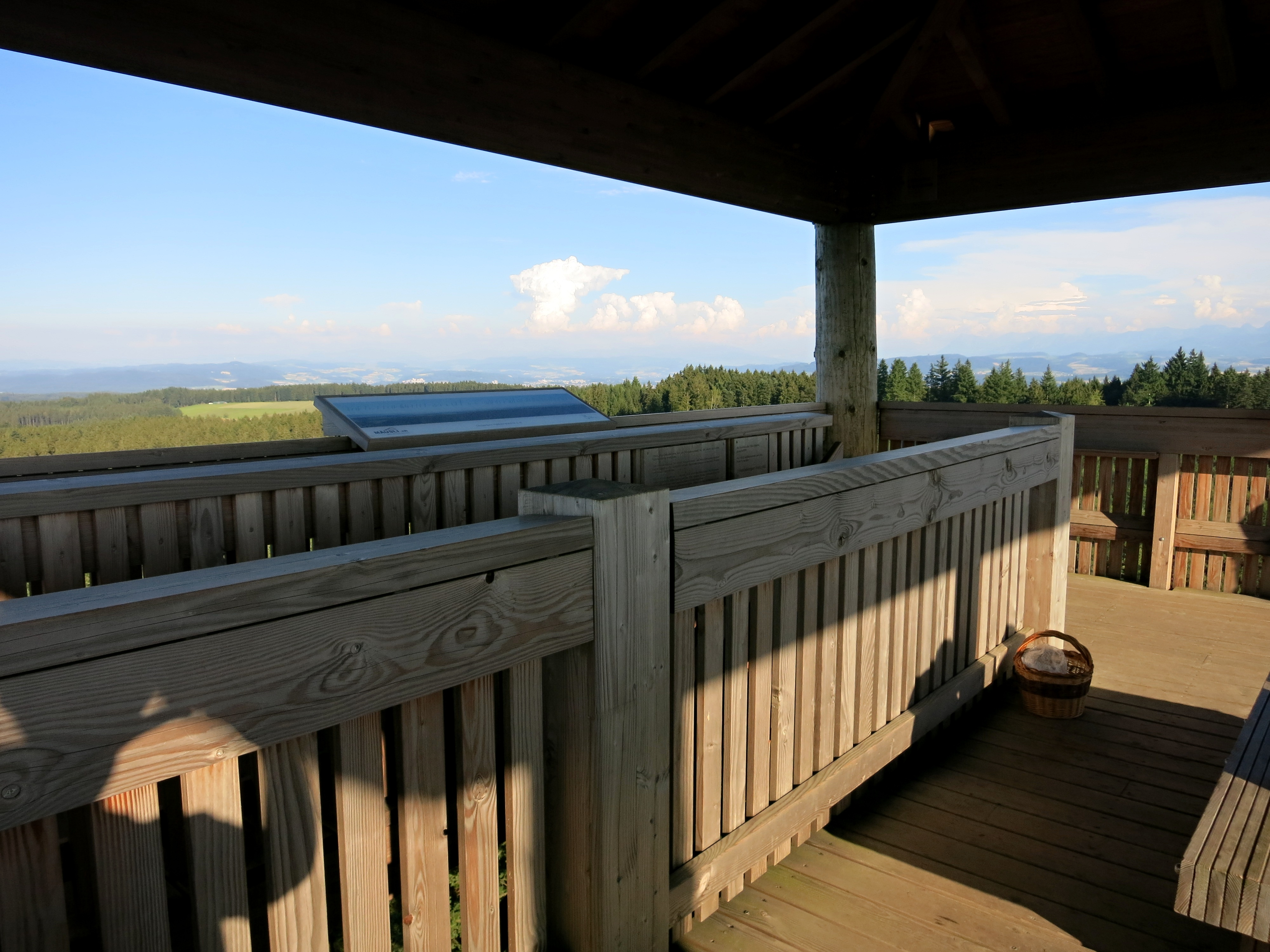
Aussichtsplattform

## Bauwerk
Nach mehrjähriger Planung war im Sommer 2009 Baubeginn für das Fundament des Bauwerks und ab April 2010 für den Holzturm mit seinen 234 Treppenstufen und drei Aussichtsplattformen; jeweils auf 15 Meter, 30 Meter und die höchstgelegene auf 40 Meter Höhe oder 859 m ü. M. Nach einjähriger Bauzeit wurde der Aussichtsturm am 26. Juni 2010 eröffnet und für das Publikum freigegeben.
Bei einem Gesamtgewicht des Turms von 537 Tonnen wurden 460 m³ Douglasienstämme aus den Wäldern des Frienisberg und 427 Tonnen (175 m³) Beton sowie 12 Tonnen Stahl für das 11 × 11 m grosse Fundament mit Armierung verbaut. Die Treppenstufen bestehen aus Eichenholz (5,5 m³), die aus den Wäldern um Siselen im Berner Seeland stammen.
Zur Deckung der Gesamtkosten von CHF 980'000 erhielt die Trägerschaft Verein Chutzenturm Spenden und Zuschüsse von Lotteriefonds, Gemeinden und Privaten sowie Leistungen in Form von Freiwilligenarbeit.